# Beverungen
Beverungen [ˈbeːvəʁʊŋən] – miasto w Niemczech, położone w kraju związkowym Nadrenia Północna-Westfalia, w rejencji Detmold, w powiecie Höxter. W 2010 roku liczyło 14 147 mieszkańców.